# Automatizität
Automatizität (engl. automaticity) bezeichnet in der Psychologie die Eigenschaft vieler psychischer Prozesse, ohne Absicht, ohne bewusste Kontrolle, Aufmerksamkeit oder Bewusstsein abzulaufen. Dies wird insbesondere ökonomisch begründet, insofern, als Bewusstsein eine sehr begrenzte Ressource darstellt, die bei Weitem nicht alles erfassen kann, was eine Person in einem beliebigen Moment alles wahrnehmen, verarbeiten und steuern muss, um sich effektiv mit ihrer Umwelt auseinanderzusetzen. Automatizität selbst lässt sich nicht messen und gilt so als ein Konzept (Konstrukt). Sie wird von verschiedenen Autoren teils unterschiedlich definiert. Der Psychologe Daniel Kahneman beschreibt Automatizität in seinem Bestseller "Thinking, Fast and Slow" als das schnelle System 1, welches außerordentlich effizient arbeitet aber auch anfällig ist für verschiedene Fehler. Automatizität wurde im Laufe der Forschung immer mehr mentalen Vorgängen zuerkannt und wird bei nahezu allen geistigen Phänomenen angenommen.

## Klassifikation
Automatizität kann in eine vorbewusste und zielabhängige Form unterteilt werden.
Im ersteren Fall laufen Prozesse ohne bewusste Veranlassung ab, nachdem sie von einem äußeren oder inneren Reiz ausgelöst wurden (z. B. jemanden wiedererkennen). Zielabhängig sind automatische Prozesse, die ohne bewusste Steuerung, aber nur nach willentlicher Initiierung ablaufen (z. B. einen Ball fangen).

## Kriterien
John A. Bargh benannte folgende vier Kriterien als typische Kennzeichen  automatischer Prozesse:
- absichtslos,
- nicht steuerbar,
- nicht bewusst,
- effizient (d. h. ohne Beanspruchung begrenzter mentaler Ressourcen).

Von anderen Autoren werden auch genannt:
- unvermeidlich / unausweichlich,
- schnell.

## Beispiele
Beispiele des Alltags für automatische psychische Prozesse sind etwa Gehen, Fahrrad oder Auto fahren, Gesichter erkennen, Lesen und viele andere mehr.
Derzeit (Stand 2012) beforscht wird Automatizität u. a. im Kontext von
- Meinungsbildung,
- Emotionsregulation,
- Vorurteilen,
- Kaufverhalten,
- Gesundheitsverhalten,
- Mimikerkennung,
- Verhaltens-Ansteckung,
- sozialer Mimikry,
- sozialer Bewertung,
- moralischem Urteilen,
- Entscheidungsfindung,
- bewusstem Erlernen von Fähigkeiten,
- Aufmerksamkeit,
- Bewegungskontrolle und
- (romantische) Beziehungsaufnahme / Partnerschaft.